# Casa Galadies
La Casa Galadies és una obra renaixentista de Vic (Osona) protegida com a Bé Cultural d'Interès Local.

## Descripció
Edifici de planta rectangular cobert a dues vessants amb el carener paral·lel a la façana orientada a llevant. És una casa entre mitgeres i consta de planta baixa i tres pisos. La façana, de pedra, marca els tres cossos de l'edifici a la planta s'hi obren dos portals: el de l'esquerre amb arc de mig punt i ornamentacions renaixentistes a l'intradós de l'arc, a demés de les decoracions laterals i l'escut al damunt. L'altre portal és d'arc rebaixat amb la dovella central decorada. Al primer pis sobresurt un balcó amb llosa de pedra i el portal amb pilastres dòriques i l'intradós decorat. El forjat està marcat amb unes motllures de pedra. Al segon pis s'hi obren finestres rectangulars amb ampits. Al tercer s'hi obren galeries amb quatre arcades de mig punt en pedra, contingudes per columnes sobre basament llis i capitells dòrics. El ràfec està format per llates i bigues de fusta. L'entrada conté arcades de pedra. Cal remarcar l'escala amb volta catalana als diversos trams, barana de totxo vermell i arcades de pedra. A nivell del primer pis hi ha una finestra geminada decorada i a la planta noble conserva un bonic enteixinat.

## Història
Casa senyorial situada al c/ de la Riera, obert als segle XII-XIII quan la ciutat es protegeix amb muralles. El carrer representa un eixample per a la ciutat que experimentava augment demogràfic i prosperitat econòmica. La casa va ser construïda al 1588, en un moment en què arribaren a la ciutat constructors i picapedrers gascons que modificaren l'estil dels edificis. En aquesta casa s'hi varen establir els jesuïtes fins a l'any 1621. El segle xix l'edifici passà a la família Galadies. El 1855-56 es reconstruir i s'amplià una part de l'edifici i l'any 1958 es va fer esculpir, en marbre de Carrara, la vista frontal de la casa i la galeria lateral, elements que es va col·locar com a clau de volta del portal dret de la façana. Durant la Guerra Civil (1936-39) la casa va ser bombardejada i es va enderrocar la part esquerra de l'edifici ampliat. Així als anys 70 del segle XX s'hi construir l'edifici annex actual. La casa va ser adquirida per l'Ajuntament i ha estat rehabilitada per l'arquitecte Sebastià Raurell (1984).